# Гончарово (станция)
Гончаро́во — железнодорожная станция Иркутского региона Восточно-Сибирской железной дороги в Привокзальном микрорайоне города Шелехова. Имеется железнодорожный вокзал.

## История
Была открыта в 1949 году.

## Поезда, останавливающиеся на станции
На станции останавливаются все проходящее её пригородные поезда, а также пассажирские поезда Иркутск — Забайкальск, Иркутск — Улан-Удэ и Иркутск — Наушки, Все поезда стоят на станции 2 минуты.

## Коммерческие операции
- Прием и выдача повагонных отправок грузов, допускаемых к хранению на открытых площадках станций.
- Продажа пассажирских билетов.
- Прием, выдача багажа.

## Галерея

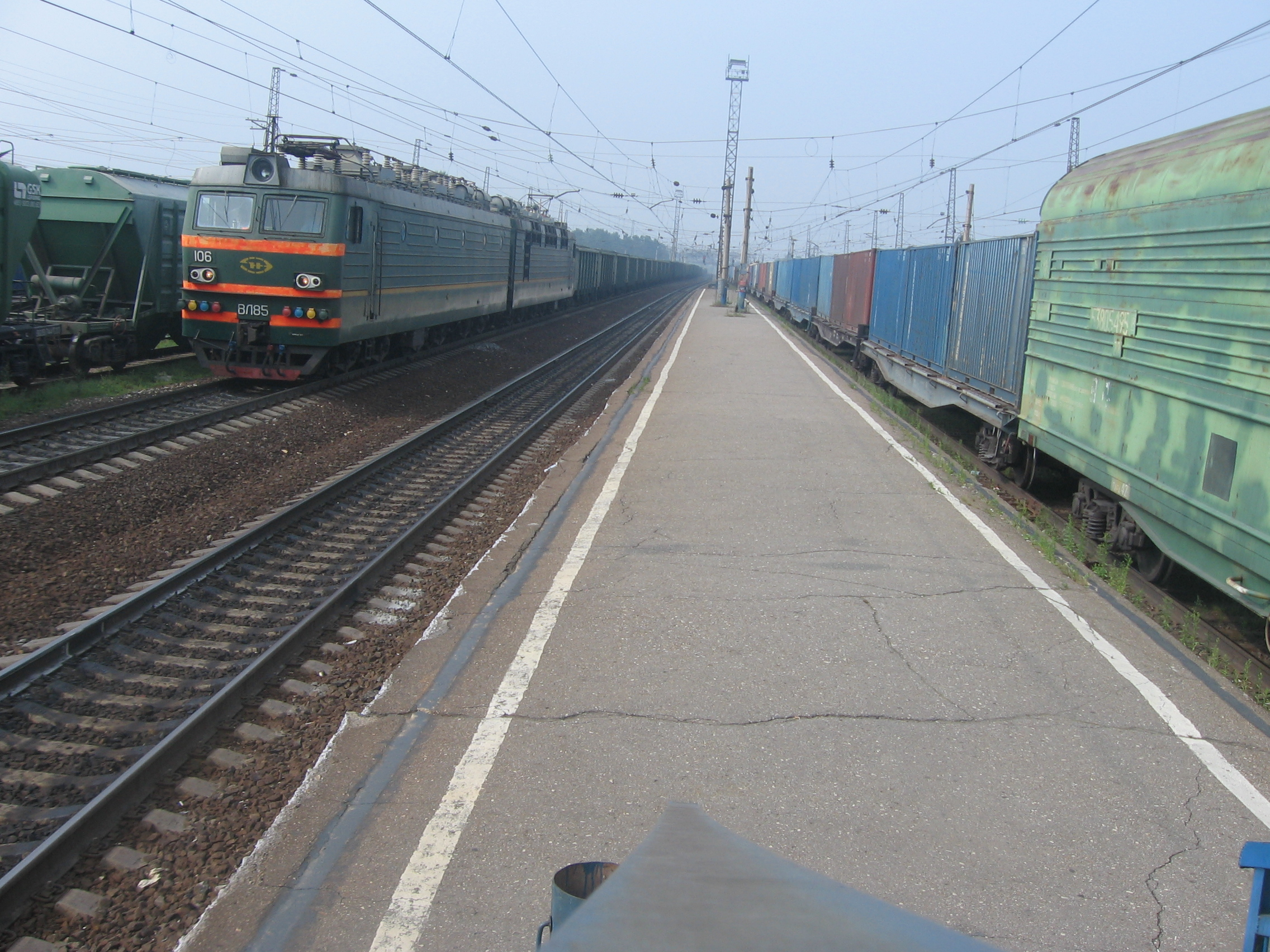
Вид на одну из платформ.
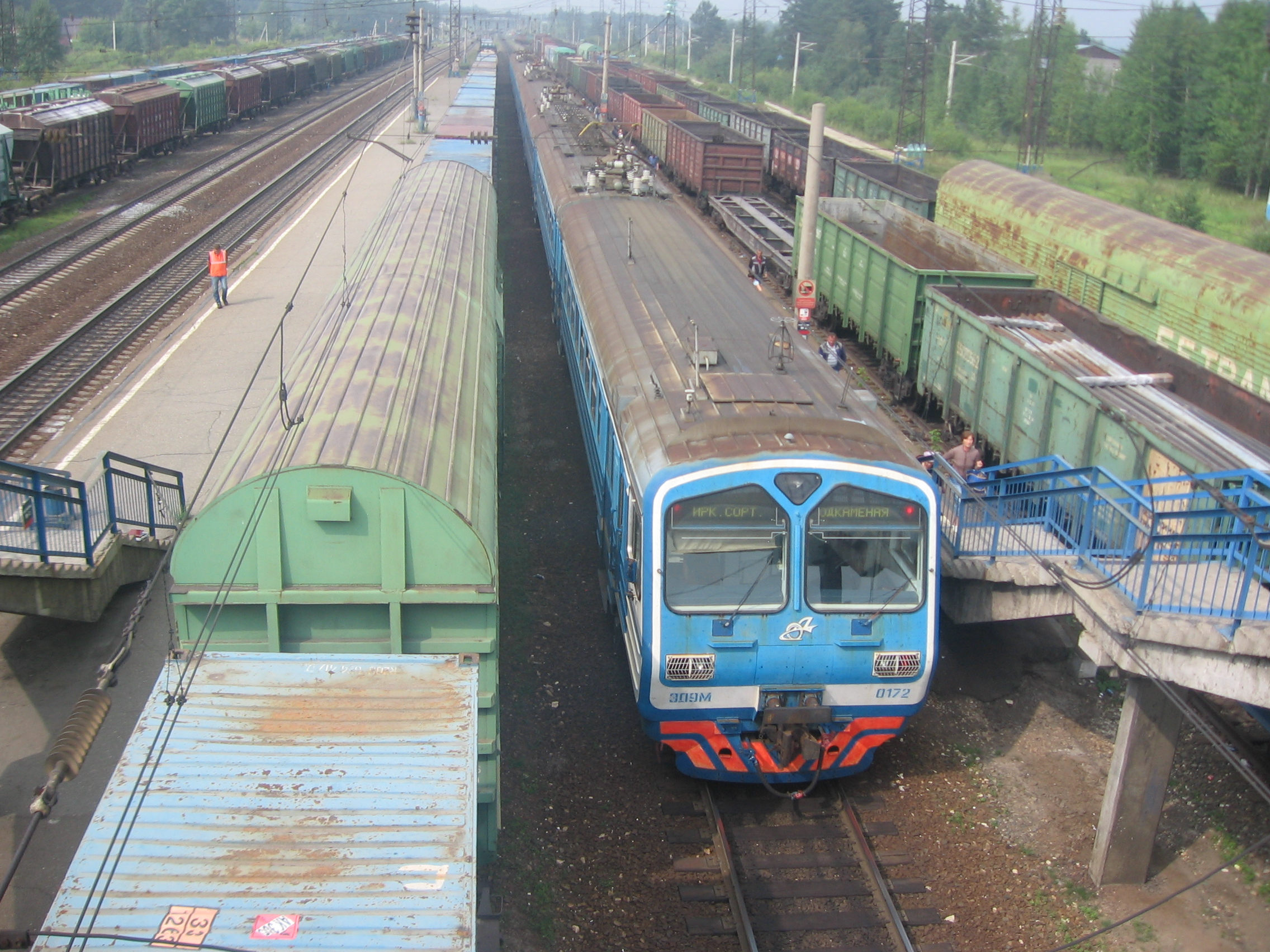
Электропоезд на станции.
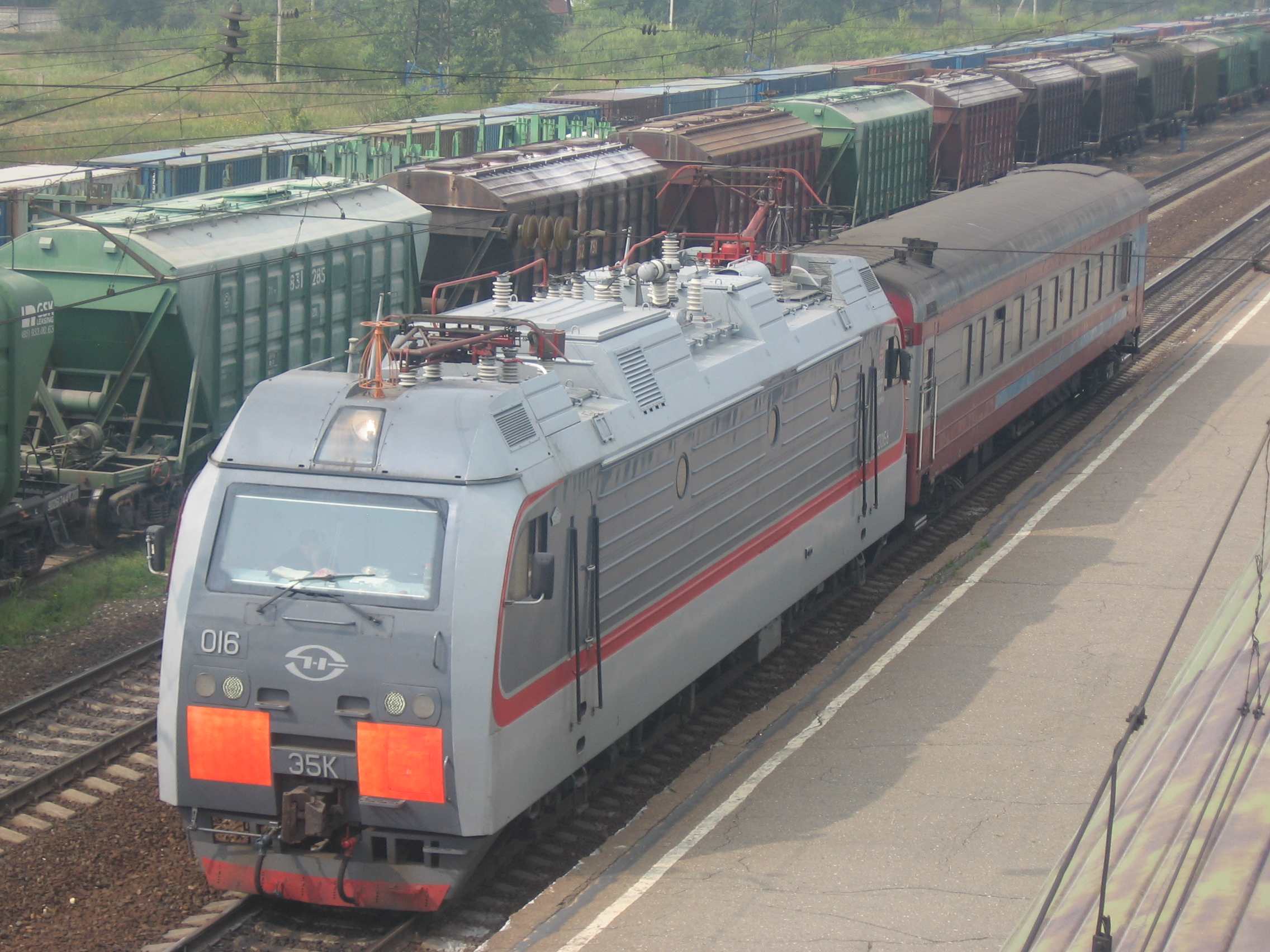
Электровоз с пассажирским вагоном на станции.
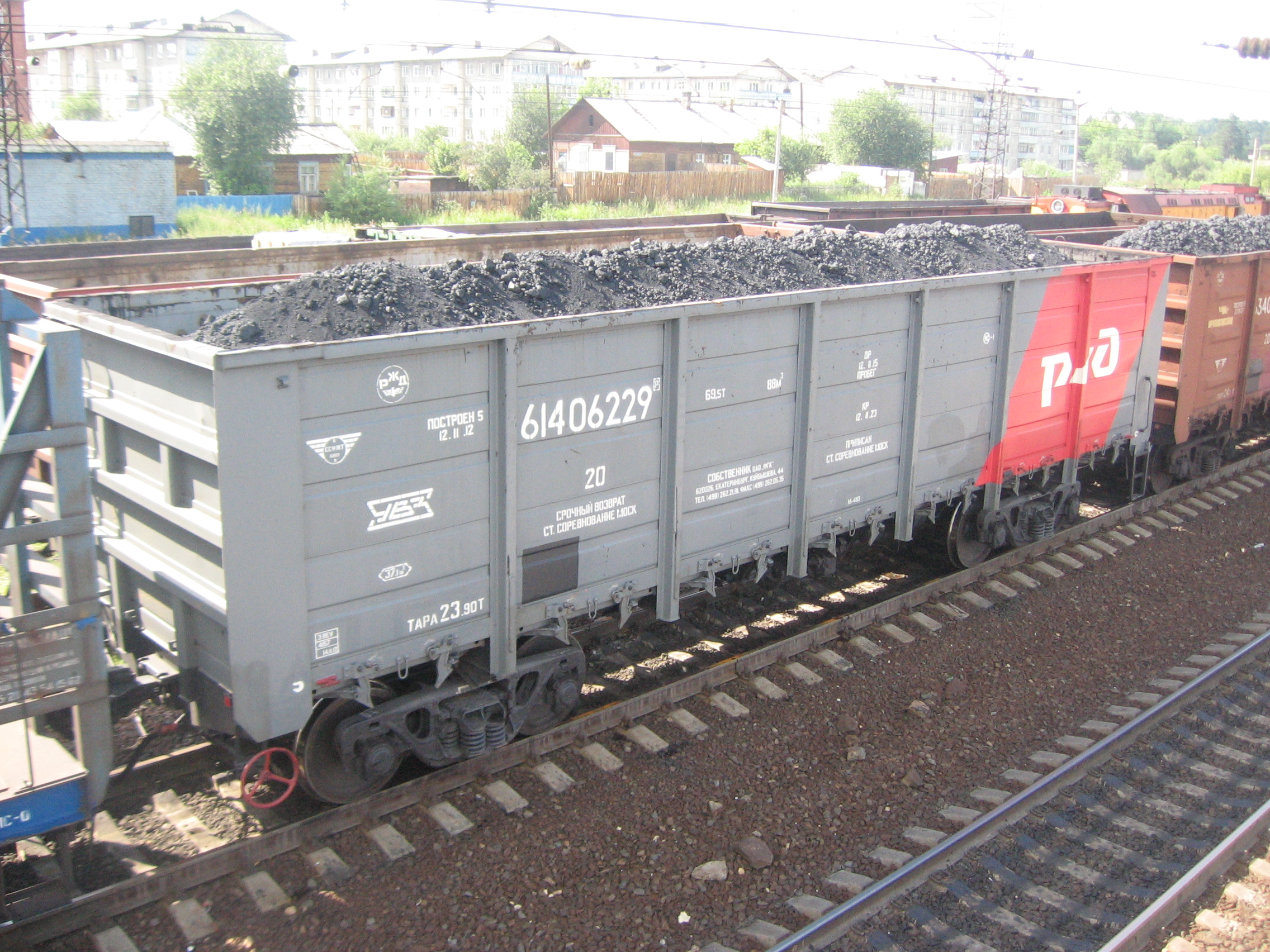
Полувагон на одном из путей станции.